# Riverside (Alabama)
Pour les articles homonymes, voir Riverside.
Riverside est une municipalité américaine située dans le comté de Saint Clair en Alabama.
Selon le recensement de 2010, sa population est de 2 208 habitants. La municipalité s'étend sur 10,41 milles carrés (26,96 km2), dont 1,74 mille carré (4,51 km2) d'étendues d'eau.

## Géographie
Riverside est situé à 33 ° 36′52 ″ N 86 ° 12′02 ″ O.
Selon le US Census Bureau, la ville a une superficie totale de 10,6 miles carrés (27 km2), dont 23 km2 de terres et 1,6 miles carrés (4,1 km2) (15,42%) d'eau.
La ville est située le long de la rivière Coosa, juste à l'est de Pell City, le long de l'Interstate 20, qui s'étend d'ouest en est à travers la partie sud de la ville. L'accès à la ville se trouve à partir de la sortie 162. Via la I-20, Birmingham se trouve à 63 km à l'ouest et Atlanta à 177 km à l'est. La route 78 américaine traverse également la ville.

## Démographie
Lors du recensement de 2000, la ville comptait 1 564 personnes, 663 ménages et 464 familles. La densité de population était de 174,8 habitants par mile carré (67,5 / km2). Il y avait 793 unités de logement à une densité moyenne de 88,6 par mile carré (34,2 / km2). La composition raciale de la ville était de 85,10% de Blancs, 12,40% de Noirs ou d'Afro-Américains, 0,83% d'Amérindiens, 0,13% d'Asiatiques, 0,51% d'autres races et 1,02% d'au moins deux races. 0,96% de la population était hispanique ou latino de n'importe quelle race. Sur les 663 ménages, 29,3% avaient des enfants de moins de 18 ans vivant avec eux, 56,7% étaient des couples mariés vivant ensemble, 10,7% avaient une femme au foyer sans mari et 29,9% n'étaient pas des familles. 25,9% des ménages étaient constitués d'une seule personne et 8,4% d'une personne âgée de 65 ans ou plus. La taille moyenne des ménages était de 2,36 et la taille moyenne des familles était de 2,83.
La répartition par âge était de 23,8% chez les moins de 18 ans, 6,9% de 18 à 24 ans, 30,1% de 25 à 44 ans, 27,8% de 45 à 64 ans et 11,4% de 65 ans ou plus. L'âge médian était de 38 ans. Pour 100 femmes, il y avait 94,8 hommes. Pour 100 femmes âgées de 18 ans et plus, il y avait 89,6 hommes.
Le revenu familial médian était de 34 813 $ et le revenu familial médian de 43 456 $. Les hommes avaient un revenu médian de 32 604 $ contre 21 920 $ pour les femmes. Le revenu par habitant de la ville était de 18 932 dollars. Environ 10,2% des familles et 12,5% de la population vivaient en dessous du seuil de pauvreté, dont 18,0% des moins de 18 ans et 12,4% des 65 ans ou plus.
| 1900 | 1910 | 1920 | 1930 | 1940 | 1950 |
| ---- | ---- | ---- | ---- | ---- | ---- |
| 300  | 277  | 240  | 131  | 135  | 116  |

| 1960 | 1970 | 1980 | 1990  | 2000  | 2010  |
| ---- | ---- | ---- | ----- | ----- | ----- |
| 159  | 351  | 849  | 1 004 | 1 564 | 2 208 |